# Đồng Vọng

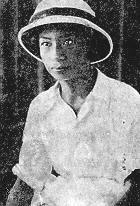
Hoàng Quý, một trong những gương mặt tiên phong của tân nhạc Việt Nam thời kỳ sơ khai.

Nhóm Đồng Vọng là một nhóm sinh hoạt âm nhạc được thành lập năm 1939 tại Hải Phòng bởi nhạc sĩ Hoàng Quý. Ngay từ những năm đầu nhóm Đồng Vọng mở ra dòng nhạc hùng trong tân nhạc Việt Nam.
Sau khi tân nhạc được chính thức hình thành năm 1938 sau những buổi trình và diễn thuyết của Nguyễn Văn Tuyên, nhiều nhóm nhạc bắt đầu tung ra các sáng tác của mình như Tricéa và Myosotis. Ở Hải Phòng, Hoàng Quý và một số bạn bè như Phạm Ngữ, Đỗ Nhuận, Lưu Hữu Phước, Văn Cao, Canh Thân và Hoàng Phú (tức Tô Vũ) cùng lập thành nhóm Đồng Vọng.
Nhóm Đồng Vọng xuất phát từ những tráng sinh biết âm nhạc của phong trào Hướng đạo. Theo nhạc sĩ Tô Vũ:
"Nhóm Đồng Vọng được thành lập vào năm 1939 do nhạc sĩ Hoàng Quý làm nhóm trưởng, thành viên là các nhạc sĩ: Phạm Hố, Canh Thân, Hoàng Phú và sau đó là Văn Cao."
"Các thành viên của nhóm Đồng Vọng sáng tác với hai mảng nội dung: Nội dung về thanh niên lịch sử - viết về những sinh hoạt lành mạnh vui tươi đó là những bản nhạc được công khai phổ biến trong những tập nhạc của Đồng Vọng. Bên cạnh đó còn có những bài nhạc mà nhạc sĩ Hoàng Quý gọi là nhạc tâm tình, ngày nay chúng ta thường gọi là nhạc lãng mạn, tình ca... Những bản nhạc này không phổ biến rộng rãi, không in vào những tập nhạc Đồng Vọng mà chỉ phổ biến trong phạm vi hẹp với những bạn bè tri kỷ."
Nhóm Đồng Vọng được nhà xuất bản Lửa Hồng rồi tạp chí Tri Tân ở Hà Nội giúp đỡ. Lửa Hồng đã ấn hành 12 tập nhạc, mỗi tập có từ 8 đến 12 bài như các tập: Bên sông Bạch Đằng, Nước non Lam Sơn, Tiếng chim gọi đàn, Bóng cờ lau, Nắng tươi, Chiều quê của Hoàng Quý, Về đồng quê của Văn Cao, Ngày xưa của Hoàng Phú... Tổng cộng Đồng Vọng đã sáng tác và ấn hành khoảng trên 60 ca khúc chủ yếu theo xu hướng nhạc hùng có nội dung ca ngợi đất nước, ca ngợi truyền thống anh hùng của dân tộc.
Ngoài những bản hùng ca viết cho thanh niên, phong trào khỏe và hướng đạo, nhóm Đồng Vọng còn đề lại nhiều bài tình ca khác. Cùng với nhóm Nhóm Tổng hội Sinh viên của Lưu Hữu Phước, Đồng Vọng đã để lại những ảnh hướng lớn tới tân nhạc Việt Nam.